# Dothidella mezerei
Dothidella mezerei är en svampart som först beskrevs av Schleich. ex Fr., och fick sitt nu gällande namn av Theiss. & Syd. 1915. Dothidella mezerei ingår i släktet Dothidella och familjen Polystomellaceae.   Inga underarter finns listade i Catalogue of Life.
I den svenska databasen Dyntaxa används istället namnet Dothidea mezerei för samma taxon.  Arten är reproducerande i Sverige.